# Prerejestracja badania
Prerejstracja badania, prerejestracja planu badawczego, wstępna rejestracja projektu badania – w metodologii i wnioskowaniu statystycznym, zarejestrowanie planu zbierania i analizy danych przed realizacją konfirmacyjnego badania naukowego, w celu zagwarantowania jego zgodności z założeniami metodologicznymi.

## Motywacja
Wskaźniki jakości badań konfirmacyjnych, jak poziom istotności, zależą ściśle od przestrzegania określonych procedur metodologicznych – przede wszystkim, wykonania i opublikowania wyników nie mniej, i nie więcej niż zaplanowanej liczby testów hipotez i porównań, przy założonej z góry wielkości i randomizacji próby. Nieprzestrzeganie założeń modelu statystycznego pozwala osiągnąć nominalną istotność częściej niż dane do tego uprawniają – praktycznie zawsze, co niweczy jednak sens procedury, tj. kontrolę błędów pierwszego i drugiego rodzaju. Takie postępowanie nazywa się ogólnie p-hackingiem i jest zaniedbaniem lub oszustwem naukowym. Redakcje czasopism naukowych mogą dodatkowo pogłębiać zniekształcenie naukowego obrazu rzeczywistości przez tendencyjność publikacji: częstsze publikowanie istotnych statystycznie, sensacyjnych odkryć, i rzadkie publikowanie replikacji badań. Zjawiska te można wykryć przy pomocy narzędzi statystycznych i meta-analitycznych. 
W pierwszych dekadach XXI wieku ujawniono szereg tej postaci nadużyć, oraz stwierdzono, że wielu uznanych za prawdziwe wyników nie udaje się odtworzyć (tzw. kryzys replikacji). Według hiperbolicznego stwierdzenia Ioannidesa, ze względu na powszechność błędów metodologicznych jest możliwe, że większość opublikowanych rezultatów badań jest fałszywa (tj. wartość predykcyjna dodatnia nauki może nie przekraczać 50%). 
Prerejestracja badań jest proponowaną metodą przeciwdziałania takim problemom, i środkiem zwiększenia wiarygodności badań. Prerejestracja pozwala także badaczom na zastosowanie niekonwencjonalnych rozwiązań statystycznych, które bez tego zabezpieczenia mogłyby wzbudzić podejrzenia o p-hacking – na przykład jednostronnych testów hipotez lub innego krytycznego poziomu istotności niż 0,05.

## Efekty
Przegląd badań klinicznych opublikowanych w latach 1970–2012 w dziedzinie, która w roku 2000 przyjęła obowiązek rejestracji projektu badania, wskazuje że zmiana ta wpłynęła silnie pozytywnie na redukcję tendencyjności publikacji. Podobnie, raport z 2018 r. wskazuje, że stosowanie badań rejestrowanych staje się w ostatnim czasie coraz popularniejsze, a publikacje tego typu znacznie częściej rzetelnie przedstawiają „nieistotne” statystycznie wyniki. 
Z drugiej strony, analizy prerejestrowanych publikacji medycznych ogłoszone w 2019 r. w ramach projektu COMPare ujawniły, że 87% tekstów zawierało niewyjaśnione odstępstwa od zadeklarowanego planu badania, co powinno było zostać wykryte i poprawione w trakcie recenzji naukowej; redakcje którym zwrócono na to uwagę reagowały – w ocenie uczestników projektu – zbyt często obronnie, nieprzyjaźnie i niekonstruktywnie.